# Leopold Slosse

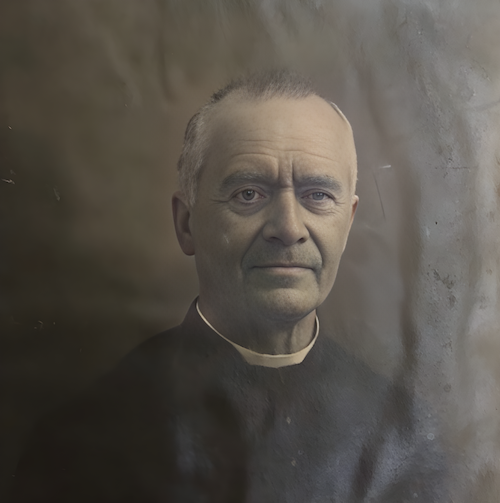
Leopold Slosse, Pastoor St Petrus en Paulus Rumbeke 1896-1920

Petrus Leopoldus Slosse (Marke, 2 november 1842 – Rumbeke, 31 maart 1920) was een Belgisch priester en verzamelaar.

## Loopbaan
Slosse was het enige kind van Johannes Slosse en Ursula Vandaele. Hij ontving de priesterwijding in de Sint-Salvatorskathedraal van Brugge op 15 juni 1867. De eerste opdrachten van Slosse waren van pedagogische aard. Van 30 maart tot 18 juni 1867 was hij leraar en hulpbewaker in het Sint-Aloysiusinstituut van Kortrijk, waarna hij als leraar overgeplaatst werd naar het Sint-Aloysiusgesticht van Diksmuide. Op 9 oktober ontving hij zijn benoeming tot kapelaan van de Sint-Kruis parochie in Brugge. Dit was het begin van zijn loopbaan als parochieherder. Later was hij actief in de Sint-Tilloparochie in Izegem (1872-1891), in Kooigem (1891-1896), en daarna in Rumbeke bij Roeselare waar hij bleef tot aan zijn overlijden in 1920.
Naast een actief priester was Slosse ook een begeesterd heemkundige en vooral een verwoed verzamelaar. Hij legde in zijn loopbaan een vrij aanzienlijke bibliotheek aan maar verzamelde vooral honderdduizenden rouwbrieven en bidprentjes. Zijn interesse gold daarbij vooral de genealogische informatie maar ook de teksten op de bidprentjes interesseerden hem. Over deze onderwerpen voerde hij een briefwisseling met o.a. Johan Winkeler, Aug. Sassen, Guido Gezelle en anderen. Zelf publiceerde hij niet zeer veel. Hij maakte een reeks stambomen maar zijn belangrijkste werk is Rond Kortryk of Schetsen over de prochien van het oud bisdom van Doornyk liggende in de voormalige dekenijen van Helkyn, Kortryk en Wervick. Deze geschiedenis van 61 alfabetisch gerangschikte gemeenten bereikte een oplage van slechts veertien exemplaren.
Slosses verzameling werd in 1920 aangekocht door de stad Kortrijk. De collectie kreeg onderdak in de stedelijke bibliotheek. De rouwbrieven en bidprentjes werden later overgebracht naar het Stadsarchief.

## Publicaties
- Schets over Meenen en zijn Pastors. S.l. : s.ed., (1911). 41 blz.
- Schets over Rolleghem en zijn Pastors. S.l. : s.ed., (1916). 61 blz.
- Schets over Wevelghem en zijn Pastors. S.l. : s.ed., (1916). 72 blz.
- Schetsen over Wervick en zijn Pastors. S.l. : s.ed., [1916]. 39 blz.
- Coyghem en S. Laurentius, Martelaer, Aartsdiaken der Roomsche Kerk, Patroon van Coyghem / G.F. Tanghe. Izegem : Gebroeders Strobbe, 1895. 50 blz. Heruitgegeven door Leopold Slosse.
- De prochiekerken en pastors van Kortrijk 1200-1900. Rousselare : Jules De Meester, 1904. 75 blz.
- Deken De Maziere : Uit het Verslag over de Reize gedaan naar Eesen en Dixmude den 5 Oegst 1913 door de Brugsche Geschiedkundige Kringen de 'Emulation' en deze van Het Seminarie. Izegem : J. De Busschere-Bonte, (1913). 18 blz.
- Eene bladzijde over de geestelijkheid van Kortrijk : Getrokken uit de Gazette van Kortrijk, Juni - Juli - Oegst 1886. Kortrijk : Eugène Beyaert, (1886). 57 blz.
- Eenige afstammelingen van P. Le Loup - de Visch, Hoogbailliu van Iseghem. Iseghem : J. Dooms, 1889. 8 blz.
- Eenige takken van den stamboom der Familie Van Belleghem 1550-1890. Iseghem : J. Dooms, (1890). 14 blz.
- Het pelgrimsboekske van Adinkerke, dat is het leven van Sint Cornelis, paus en martelaar met eene korte geschiedenisse van zijne reliquien en oefeningen van devotie tot deze grooten heiligen gevolgd door eenige aanteekeningen over Adinkerke en de lijste van bekende pastors. Brugge : Aimé Dezuttere, (1872), 72 blz. Samen met A. Duclos.
- Honderdjarigen van West-Vlaanderen : 1816-1916. Rumbeke : J. Tanghe & Zoon, 1916. 15 blz.
- Honderjarigen van Westvlaanderen : 1800-1888. Iseghem : J. Dooms, (1888). 8 blz.
- Iseghemiensia : 1889. Thielt : J.D. Minnaert, (1889). 10 blz.
- Jaargebed der geestelykheid onder 't bisdom van Brugge voor het jaar O.H. [...] Verzameling Vanden Hauweelschen / L. Slosse en D. de Somviele. Tielt : J.-D. Minnaert, (1863-1876). 24 blz.
- Keus van zerksteenen te Kortrijk. Rousselare : Jules De Meester, 1904. 73 blz.
- Oorlogsdagboek van Rumbeke in 1914-1918. Brugge : Genootschap voor Geschiedenis, 1962. VI + 228 blz. Postuum uitgegeven door J. Delbaere-Dumoulin.
- Rond Kortryk of Schetsen over de prochien van het oud bisdom van Doornyk liggende in de voormalige dekenijen van Helkyn, Kortryk en Wervick. 5 dln. Rousselare : Jules De Meester, 1898-1903, 1903-1904, 1904-1914, 1914-1916. 2144 blz. Anastatische druk : 4 dln. Handzame : Familia et Patria, 1977. XVI + 2144 blz.
- Schets over kerk, pastors en priesters van Helkyn. Rousselare : Jules De Meester, (1902). 52 blz.
- Schets over Marcke bij Kortrijk. Rousselare : Jules De Meester, (1910). 191 blz.
- Memoriale Rumbecanum, Parochiaal Dagboek St Petrus en Paulus parochie Rumbeke: s.ed., (1920), 1200 blz, Stadsarchief Roeselare